# Station 's-Hertogenbosch Oost
Station 's-Hertogenbosch Oost is een voorstadshalte in 's-Hertogenbosch, geopend in 1987. Het station ligt aan de Brabantse Lijn (naar Nijmegen via Oss). Het station is onder andere gebouwd voor de wijk De Buitenpepers. De voormalige locatie 'Carolus' van het Jeroen Bosch Ziekenhuis lag op loopafstand. Tegenover het station ligt het Ds. Pierson College en er vlakbij liggen ook Avans Hogeschool, het Hervion College en De Groenschool. Het station ligt aan de Bruistensingel. 
Onder het station ligt een bushalte voor twee stadslijnen (4 en 6). Verder zijn er fietskluizen en onbewaakte stallingsmogelijkheden voor fietsers. Ook is er een parkeerplaats voor auto's.

## Trein
In 's-Hertogenbosch Oost halteren de volgende treinseries:
| Serie | Treinsoort    | Route                                                                                               | Bijzonderheden |
| ----- | ------------- | --------------------------------------------------------------------------------------------------- | --- |
| 4400  | Sprinter (NS) | Oss – 's-Hertogenbosch Oost – 's-Hertogenbosch – Eindhoven Centraal – Helmond – Deurne              | Rijdt in de ochtendspits van maandag t/m donderdag twee ritten van/naar Oss, waarbij richting Oss non-stop wordt gereden tussen 's-Hertogenbosch en Oss. |
| 6600  | Sprinter (NS) | Dordrecht – Breda – Tilburg – 's-Hertogenbosch – 's-Hertogenbosch Oost – Nijmegen – Arnhem Centraal | Rijdt alleen doordeweeks tot 19:00 uur tussen Nijmegen en Arnhem Centraal v.v.                                                                           |

## Ontwikkeling aantal reizigers
Het aantal door NS vervoerde reizigers (per gemiddelde werkdag) ontwikkelde zich sedert 2019 als volgt:
| Jaar | Aantal reizigers |
| ---- | ---------------- |
| 2019 | 1.378            |
| 2020 | 605              |
| 2021 | 732              |
| 2022 | 1.114            |
| 2023 | 1.200            |
| 2024 | 1.129            |

## Afbeeldingen

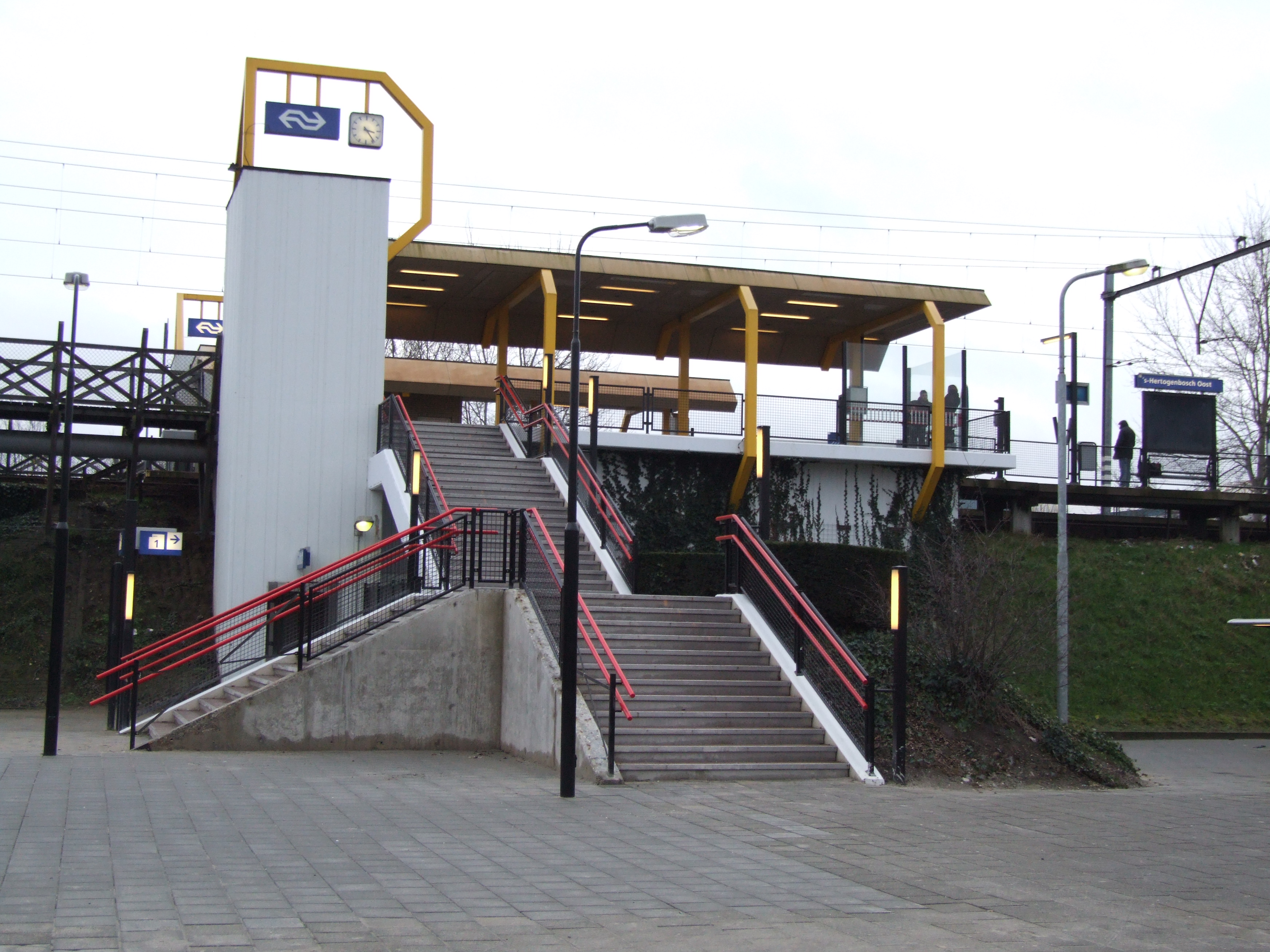
Het station in 2007
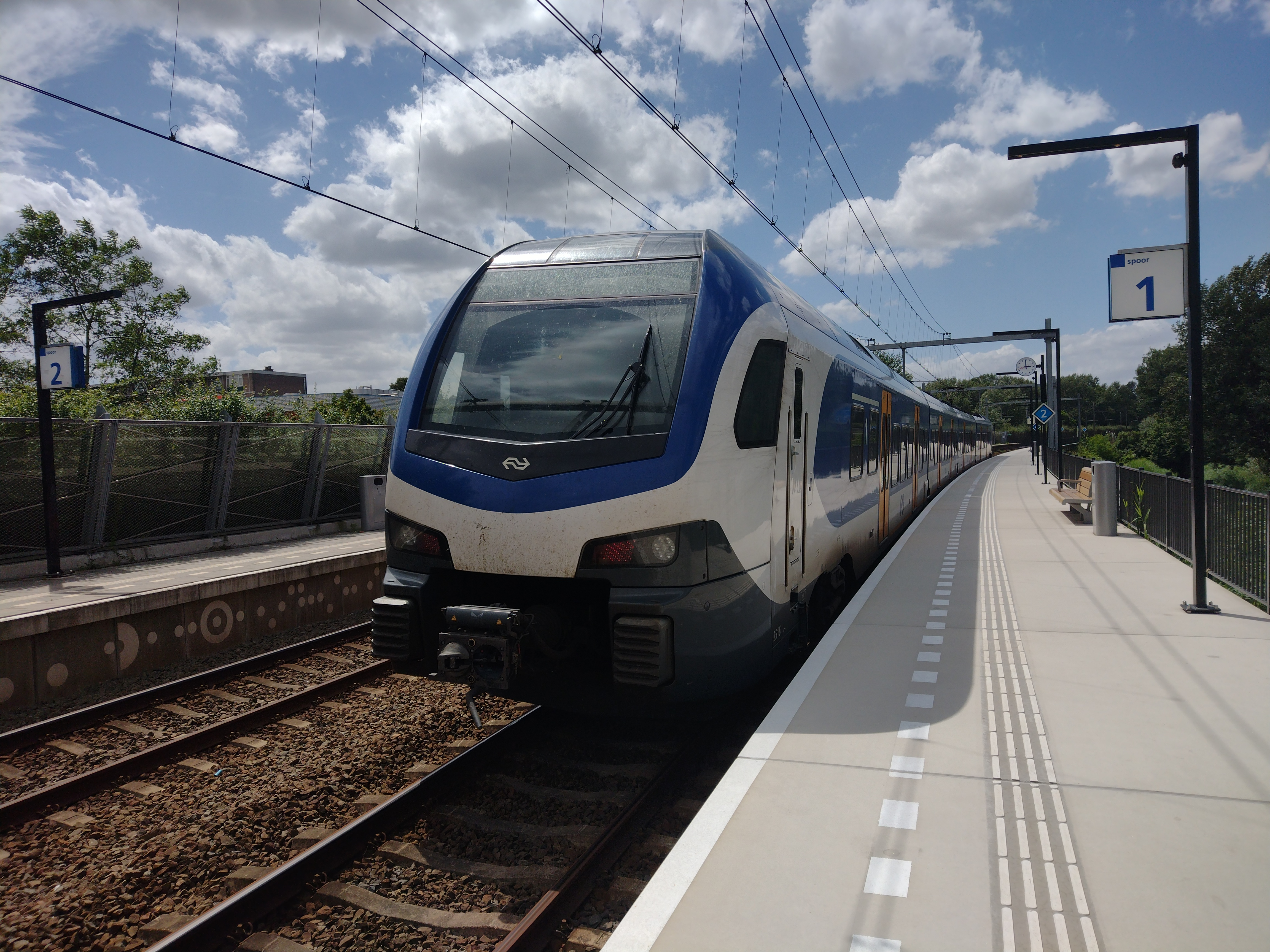
NS FLIRT op het station
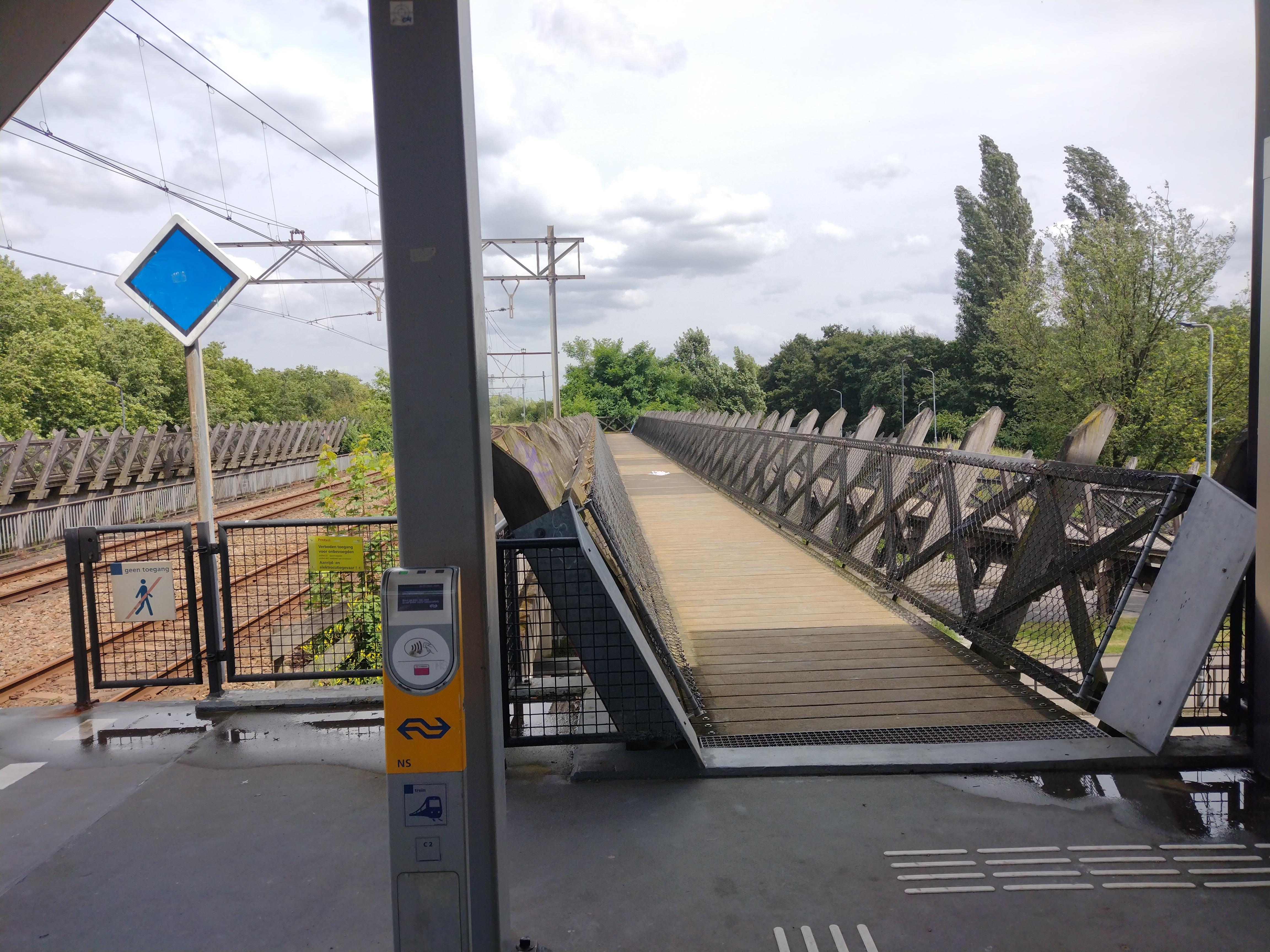
Voetgangersbrug over de weg